# Magdalidini
Magdalidini – plemię chrząszczy z rodziny ryjkowcowatych i podrodziny Mesoptiliinae. 

## Systematyka
Do Magdalidini zaliczanych jest 6 rodzajów:
- Allomagdalis
- Heteromagdalis
- Magdalis
- Micromagdalis
- Neomagdalis
- Trichomagdalis